# Pseuderanthemum viriduliflorum
Pseuderanthemum viriduliflorum är en akantusväxtart som beskrevs av Cornelis Eliza Bertus Bremekamp. Pseuderanthemum viriduliflorum ingår i släktet Pseuderanthemum och familjen akantusväxter. Inga underarter finns listade i Catalogue of Life.